# Білан Іван Станіславович
Іван Станіславович Білан (1987—2023) — солдат збройних сил України, учасник російсько-української війни.

## Життєпис
Народився 1987 року в селі Великий Курінь Волинської області.
Під час повномасштабної війни ніс службу у 95-й десантно-штурмовій бригаді.
Загинув 10 вересня 2023 на Харківщині.
Похований у селі Великий Курінь.

## Нагороди
- Орден «За мужність» III ступеня[1].